# Шур, Фердинанд
Филипп Иоганн Фердинанд Шур (нем. Philipp Johann Ferdinand Schur или нем. Ferdinand Schur, 18 февраля 1799 — 27 мая 1878) — немецкий и австрийский ботаник, фармацевт, химик и фабрикант.

## Биография
Филипп Иоганн Фердинанд Шур родился в Кёнигсберге, Пруссия 18 февраля 1799 года.
Он учился в Кёнигсбергском университете и в Берлинском университете имени Гумбольдта, где в течение пяти лет изучал фармацевтику, химию, физику, минералогию, зоологию, ботанику и философию.
В 1831 году Филипп Иоганн Фердинанд Шур стал директором химической фабрики около Вены. Он занимался техно-химическими исследованиями и ботаникой. Впоследствии Шур стал сотрудником австрийского ботанического журнала.
В 1839 году он основал химическую фабрику. Шур внёс значительный вклад в ботанику, описав множество видов растений.
Филипп Иоганн Фердинанд Шур умер в городе Бельско-Бяла, Силезия 27 мая 1878 года.

## Научная деятельность

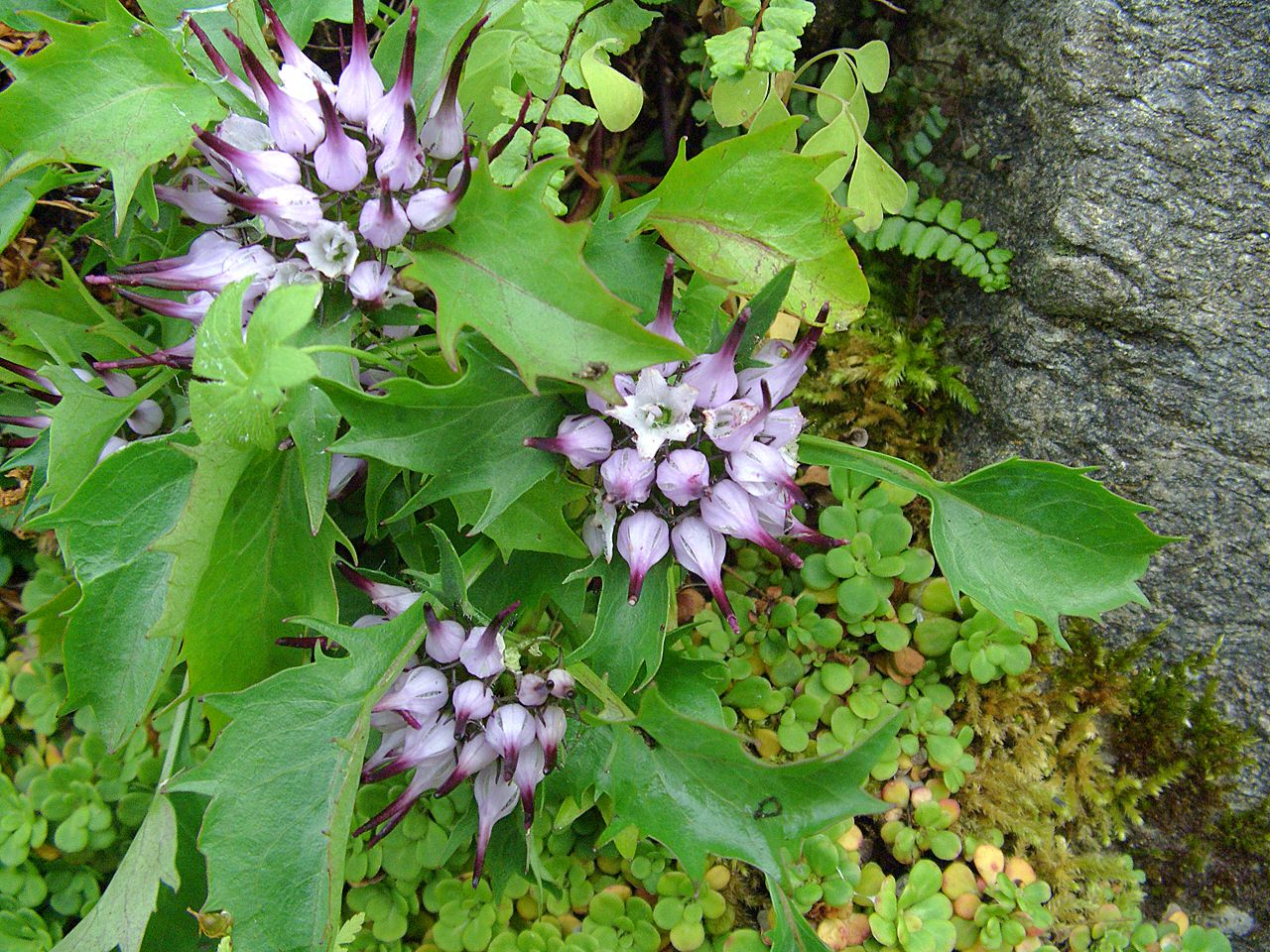
Physoplexis comosa (L.) Schur — единственный вид растений рода Physoplexis

Филипп Иоганн Фердинанд Шур специализировался на папоротниковидных, Мохообразных и на семенных растениях.

## Научные работы
- Enumeratio plantarum Transsilvaniae.
- Sertum florae Transsilvaniae. 1853.